# Sterculia rubiginosa
Sterculia rubiginosa är en malvaväxtart som beskrevs av Étienne Pierre Ventenat. Sterculia rubiginosa ingår i släktet Sterculia och familjen malvaväxter.

## Underarter
Arten delas in i följande underarter:
- S. r. divaricata
- S. r. glabrescens
- S. r. setistipula